# Mota (isla)
Mota es una isla volcánica extinta en el grupo Banks de la provincia de Torba, en el norte de Vanuatu.

## Historia
Fue descubierta por el navegante portugués Pedro Fernández de Quirós, que sirvió para la expedición española el 25 de abril de 1606 y la llamó Nuestra Señora de la Luz.
La isla es famosa por su idioma, que fue utilizado por los primeros misioneros en Melanesia. Durante un siglo después de 1849, la mayoría de las enseñanzas en aulas y escuelas de todo tipo, y la mayoría de las oraciones e himnos de Isabel, en las Islas Salomón, hasta Pentecostés, en Vanuatu, se convirtieron en el lenguaje de esta pequeña isla. Algunas palabras de Mota todavía se conocen en todo el archipiélago melanesio, por ejemplo, Tasiu (hermano, tomado aquí en el sentido religioso de "miembro de una hermandad", es decir, la Hermandad melanesia).
El famoso misionero John Coleridge Patteson vivió en Mota, en el pueblo de Veverao. El primer sacerdote melanesio, padre George Sarawia, era de Mota, y los primeros bautismos cristianos, la Eucaristía y las Confirmaciones se hicieron allí. Mota es generalmente considerada la primera isla melanesia en convertirse al cristianismo, aunque el trabajo misionero comenzó un año después que en Aneityum.

## Población
683 personas viven en Mota, en pueblos costeros alrededor de la isla. Los nombres de las aldeas son Liwotqei, Lotawan, Mariu, Tasmate, Garamal, Tuqetap y Veverao. Los habitantes hablan Mota.
La isla está gobernada por un consejo de jefes elegidos de cada pueblo. Hay una escuela, Pasaleli Primary School, formalmente llamada Panel School. Hay un dispensario donde vive una enfermera, acceso a la teleradio y un teléfono público. También hay pequeños asentamientos de gente de Mota en Espíritu Santo, especialmente en Lorevilko y Turtle Bay, y en Port Vila.
Todos los habitantes de Mota son cristianos, anglicanos de la iglesia de la Provincia de Melanesia. Las grandes fiestas son días sagrados de la iglesia de cada aldea de la isla. Sin embargo, kastom, es decir, la tradición melanesia, todavía significa mucho para los isleños.